# Yigrem Demelash
Yigrem Demelash (ur. 28 stycznia 1994) – etiopski lekkoatleta specjalizujący się w biegach długich.
W 2012 został mistrzem świata juniorów w biegu na 10 000 metrów. W 2016 zajął czwarte miejsce na rozgrywanych w Rio de Janeiro igrzyskach olimpijskich. 

## Osiągnięcia
| Rok  | Impreza                                   | Miejsce        | Konkurencja      | Pozycja     | Wynik    |
| ---- | ----------------------------------------- | -------------- | ---------------- | ----------- | -------- |
| 2012 | Mistrzostwa świata juniorów               | Barcelona      | bieg na 10 000 m | 1. miejsce  | 28:16,07 |
| 2013 | Mistrzostwa świata w biegach przełajowych | Bydgoszcz      | bieg seniorów    | 69. miejsce | 35:16    |
| 2016 | Igrzyska olimpijskie                      | Rio de Janeiro | bieg na 10 000 m | 4. miejsce  | 27:06,27 |

## Rekordy życiowe
- bieg na 5000 metrów – 13:03,30 (7 czerwca 2012, Oslo)
- bieg na 10 000 metrów – 26:57,56 (7 września 2012, Bruksela)
- półmaraton – 59:19 (10 lutego 2017, Ras al-Chajma)